# Doug Mientkiewicz
Douglas Andrew Mientkiewicz (né le 19 juin 1974 à Toledo (Ohio)) est un joueur de baseball américain. 
Il est joueur de premier but dans la Ligue majeure de baseball de 1998 à 2009. Gagnant d'un Gant doré comme meilleur joueur défensif à sa position dans la Ligue américaine en 2001, il joue avec les Twins du Minnesota de son arrivée dans le baseball majeur jusqu'à la mi-saison 2004. Échangé le 31 juillet 2004 aux Red Sox de Boston, il fait partie de l'équipe qui remporte quelques mois plus tard la Série mondiale 2004. 
Lors des Jeux olympiques d'été de 2000 à Sydney, il remporte la médaille d'or.
Mientkiewicz est gérant dans les ligues mineures de baseball depuis 2013 avec des clubs affiliés aux Twins du Minnesota. Il dirige le Miracle de Fort Myers en 2013 et 2014, les Lookouts de Chattanooga en 2015 et 2016, puis à nouveau Fort Myers en 2017. Il est élu meilleur gérant de la saison 2013 dans la Ligue de l'État de Floride. À l'automne 2014, il est l'un des candidats pour le poste de gérant des Twins du Minnesota mais ceux-ci engagent plutôt Paul Molitor.

## Palmarès
- Médaille d'or aux Jeux olympiques de Sydney en 2000